# 野口敏治

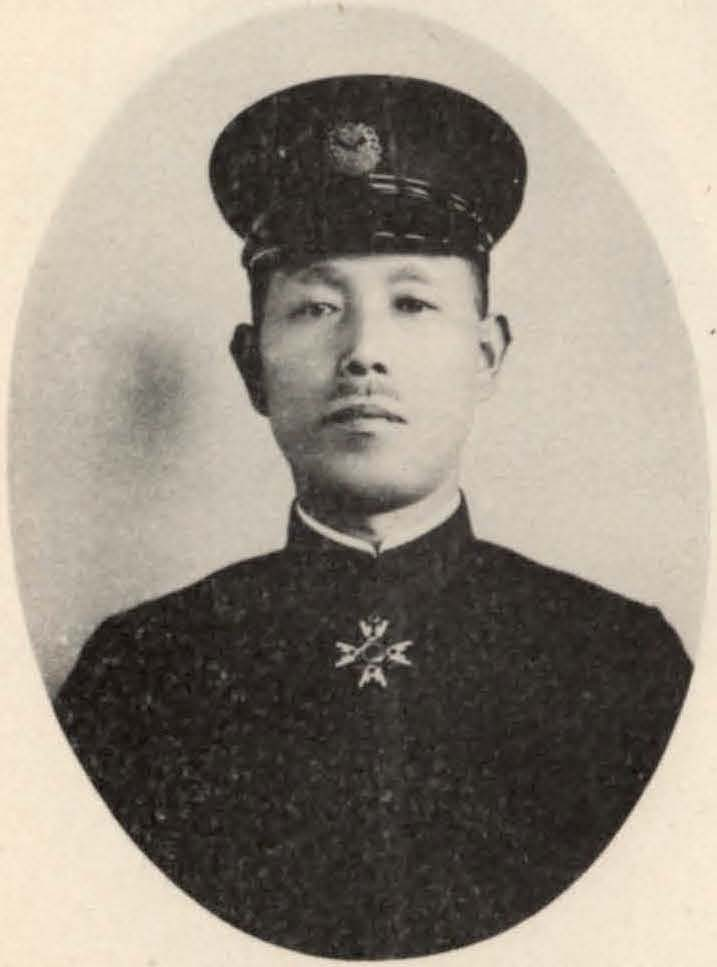
野口敏治

野口 敏治（のぐち としはる、1889年（明治22年）5月21日 - 1944年（昭和19年）1月14日）は、台湾総督府官僚。

## 経歴
神奈川県横浜市出身。第一高等学校を経て、1915年（大正4年）に東京帝国大学法科大学政治科を卒業した。同年に高等文官試験に合格し、台湾総督府属、新竹州属、台湾総督府視学官、台中州警務部長、文教局学務課長・附属博物館長、同社会課長を歴任した。1931年（昭和6年）、新竹州知事となり、高雄州知事を経て、1933年（昭和8年）には台北州知事に就任した。
1936年（昭和11年）に退官した後は、台湾電力株式会社理事・経理部長となり、1940年（昭和15年）に退任した。他に福大公司監査役を務めた。1944年（昭和19年）1月、病気療養中に死去した。